# Chiesa di Santa Maria al Paradiso
La chiesa di Santa Maria al Paradiso è un luogo di culto cattolico situato nel centro storico di Milano, lungo corso di porta Vigentina, sede dell'omonima parrocchia. La chiesa contiene incastonato il millenario Tredesin de Mars oggetto di numerose leggende e pietra più antica di tutta Milano.

## Storia
La prima pietra fu posta il 27 giugno 1590 dall'Arcivescovo di Milano Gaspare Visconti, ed era originariamente una chiesa conventuale dei frati del Terzo Ordine Regolare di San Francesco: quattro progetti di Martino Bassi per la chiesa e il convento del Paradiso conservati presso la Biblioteca Ambrosiana sono da considerarsi fonti per l'edificazione della chiesa.
Nel 1783 giunsero a Santa Maria del Paradiso i Serviti che portarono con loro la Santa Lucia attribuita a Francesco Fabbrica collocata nella seconda cappella a sinistra e la pietra, posta al centro della navata, in cui per tradizione il 13 marzo del 51 d.C. San Barnaba piantò la croce quando venne a Milano ad annunciare il Cristianesimo. La presenza di questa pietra nella chiesa è origine della festa del Tredesin de Marz (in dialetto milanese: del 13 marzo) ancora viva nel quartiere.
Nel 1811, in occasione del battesimo di Napoleone II di Francia sul campanile della chiesa fu installato il primo impianto telegrafico che collegava Milano a Parigi. Nel 1827 l'organaro milanese Antonio Brunelli installò un suo strumento a trasmissione meccanica nella chiesa: lo strumento è conservato ancora oggi. Nel 1897 viene realizzata la facciata, mentre nel 1962 la chiesa è elevata a parrocchia.

## Descrizione

### Facciata
La facciata della chiesa è Ottocentesca: fu costruita su progetto dell'architetto Ernesto Pirovano (1866-1934) nel 1897 che forse si ispirò alla chiesa tardo cinquecentesca di San Bernardo, ora semidistrutta, che fino al 1971 sorgeva quasi di fronte a Santa Maria del Paradiso. La facciata, in stile neobarocco, è bipartita in due ordini sovrapposti da un cornicione; sia in quello inferiore, sia in quello superiore, vi sono delle paraste in stucco con capitelli ionici e corinzi. Nell'ordine inferiore, si aprono i tre portali d'accesso alla chiesa con due bassorilievi, opera anch'essi di Ernesto Pirovano, raffigurnati Nozze della Vergine e Natività di Gesù. Nell'ordine superiore, invece, vi sono tre finestroni, di cui quello centrale a serliana e, agli estremi della facciata, due statue di angeli. Sul lato sinistro della chiesa, in prossimità dell'abside, vi è l'alta torre campanaria in mattoni con orologio e cella campanaria rivestita con intonaco bianco.

### Interno

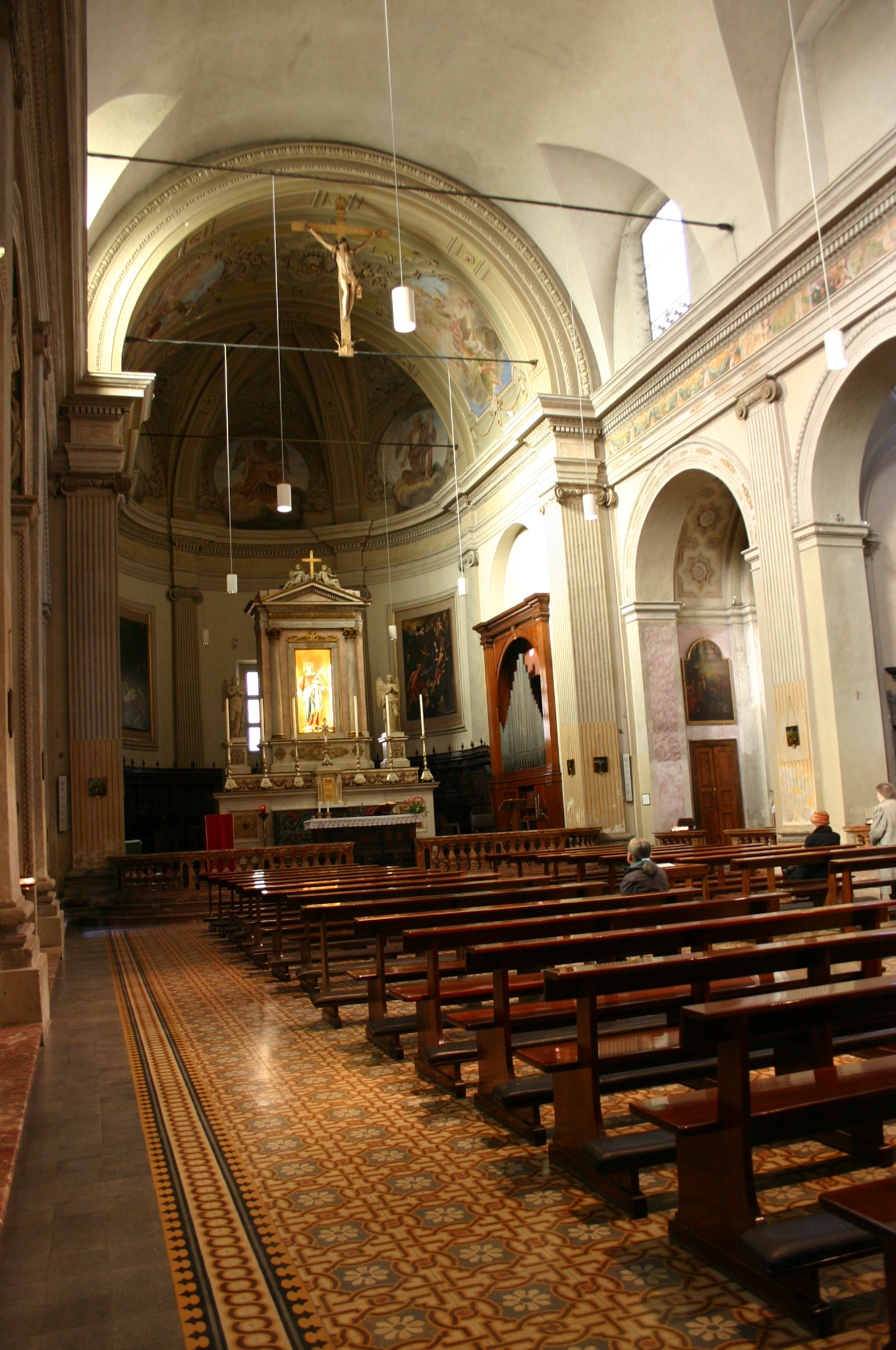
L'interno

L'interno della chiesa è a navata unica coperta da volta a botte con quattro cappelle per lato. Nella navata, si conservano tracce delle originarie decorazioni seicentesche: la fascia dipinta con putti e festoni e, nel sottarco della terza cappella a sinistra, i medaglioni a stucco e tempera con i Misteri gaudiosi e altre scene della vita di Maria. Sulla volta della navata, invece, è raffigurata l'Assunzione di Maria, opera di Ferdinando Porta che la realizzò nel XVIII secolo occultando l'originale dipinto di Andrea Pellegrini.
Nelle cappelle laterali sono distribuiti dipinti, molti dei quali collocati nella chiesa fin dalle origini: nelle prime due cappelle a destra due opere di Girolamo Chignoli il Miracolo degli angeli che arano al posto di Sant'Isidoro e San Bonaventura, nella quarta cappella la Sant'Anna attribuita a Francesco Fabbrica e a sinistra, nella prima cappella, San Carlo che comunica gli appestati di Andrea Porta. 
La terza cappella a destra, dedicata al Crocefisso, è più profonda delle altre e coronata da una cupoletta e venne edificata tra il 1733 e il 1737.
Il presbiterio è dominato dall'altar maggiore in marmo, risalente agli inizi del Novecento. Nell'ancona, entro una nicchia rettangolare con timpano sorretto da due colonne corinzie,vi è una statua lignea dipinta raffigurante l'Addolorata. Nell'abside semicircolare, vi è il coro ligneo intagliato, che risale alla fine del XVI secolo.
Nella nicchia sulla parete destra del presbiterio, vi è l'organo a canne costruito nel 1827 da Antonio II Brunelli. Lo strumento, a trasmissione meccanica, è racchiuso in una cassa lignea con mostra composta da 33 canne del registro di principale. L'organo ha un'unica tastiera di 52 tasti con prima ottava scavezza ed una pedaliera a leggio di 17 pedali.